# 周淑仪
周淑仪（?—?），中国南北朝南朝齐武帝萧赜的妃嫔，被封为淑仪。
周淑仪在南朝宋泰豫元年（472年）生萧赜第五子萧子敬，南朝宋元徽四年（476年）生萧赜第九子萧子真。萧子敬被封为安陆王，萧子真被封为建安王。延兴元年（494年），武帝堂弟萧鸾专权，杀死了萧子敬和萧子真。